# Johann Georg Büsch
Johann Georg Büsch (3 de enero de 1728, Alten-Weding, Hanover – 5 de agosto de 1800, Hamburgo) fue un profesor de matemáticas alemán, escritor sobre temas relacionados con la estadística y el comercio.

## Biografía
Fue educado en Hamburgo y Gotinga, y en 1756 fue nombrado profesor de matemáticas en el instituto de Hamburgo, cargo en el que permaneció hasta su muerte. Sugirió muchas mejoras teóricas para el desarrollo del comercio en la ciudad,  incluyendo el establecimiento de una asociación para la promoción del arte y la industria (en alemán: Hamburgische Gesellschaft zur Beförderung der Künste und nützlichen Gewerbe), y la fundación de una escuela de comercio, inaugurada en 1767, que bajo su dirección se convirtió en uno de los centros de su clase más notables en el mundo. Durante un periodo anterior a su muerte, Büsch se había quedado casi totalmente ciego.
Como profesor de matemáticas, ayudó al joven Johann Elert Bode, quien posteriormente se convertiría en un astrónomo famoso.

## Trabajos
Además de una historia del comercio (Geschichte der merkwürdigsten Welthändel, Hamburgo, 1781),  escribió copiosamente acerca de multitud de temas relacionados con el comercio y con la economía política. Una recopilación de sus trabajos fue publicada en 16 volúmenes en Zwickau entre 1813 y 1816, y 8 volúmenes de textos seleccionados sobre el comercio, se editaron en Hamburgo entre 1824 y 1827.